# Рубль Татарстану
Рубль Татарстану — сурогатні гроші з написами «Татарстан», «Татарстан республикасы» і «2008». Дата і місце їх випуску невідомі. Ймовірно, вони викарбувані невеликим тиражем у США 2008 року. Рубль Татарстану представлений тільки у вигляді монет. Якість монет невисока.
Ці монети становлять нумізматичну цінність, їх вартість на аукціонах перевищує номінал в кілька разів.

## Монети
| Зображення | Номінал    | Діаметр | Товщина | Аверс                                                                                       | Реверс                                                     | Дата випуска (приблизно) |
| ---------- | ---------- | ------- | ------- | ------------------------------------------------------------------------------------------- | ---------------------------------------------------------- | ------------------------ |
|            | 10 копійок | 22 мм   | 2 мм    | Номінал, надпис «Татарстан республикасы», зображення сови та її латинська назва             | Надписи «Татарстан» та «2008», зображення гербу Татарстану | 2008                     |
|            | 15 копійок | 22 мм   | 2 мм    | Номінал, надпис «Татарстан республикасы», зображення дикого кролика та його латинська назва | Надписи «Татарстан» та «2008», зображення гербу Татарстану | 2008                     |
|            | 50 копійок | 27,3 мм | 2 мм    | Номінал, надпис «Татарстан республикасы», зображення беркуту та його латинська назва        | Надписи «Татарстан» та «2008», зображення гербу Татарстану | 2008                     |
|            | 1 рубль    | 27,3 мм | 2 мм    | Номінал, надпис «Татарстан республикасы», зображення барасинги та її латинська назва        | Надписи «Татарстан» и «2008», зображення гербу Татарстану  | 2008                     |
|            | 3 рубля    | 32 мм   | 2 мм    | Номінал, надпис «Татарстан республикасы», зображення звичайної лисиці та її латинська назва | Надписи «Татарстан» та «2008», зображення гербу Татарстану | 2008                     |
|            | 5 рублів   | 32 мм   | 2 мм    | Номінал, надпис «Татарстан республикасы», зображення вовка та його латинська назва          | Надписи «Татарстан» та «2008», зображення гербу Татарстану | 2008                     |
|            | 10 рублів  | 32 мм   | 2 мм    | Номінал, надпис «Татарстан республикасы», зображення бурого ведмедя та його латинська назва | Надписи «Татарстан» та «2008», зображення гербу Татарстана | 2008                     |